# 伊部町
伊部町（いんべちょう）は、かつて岡山県南東部（備前地域）に存在していた和気郡の町。
1951年、片上町と合併して備前町となったため地方自治体としては消滅した。
旧町域は現在の備前市中部に位置しており、伊部小学校区に相当する。

## 概要
現在の備前市伊部、浦伊部、久々井に相当する。

## 沿革

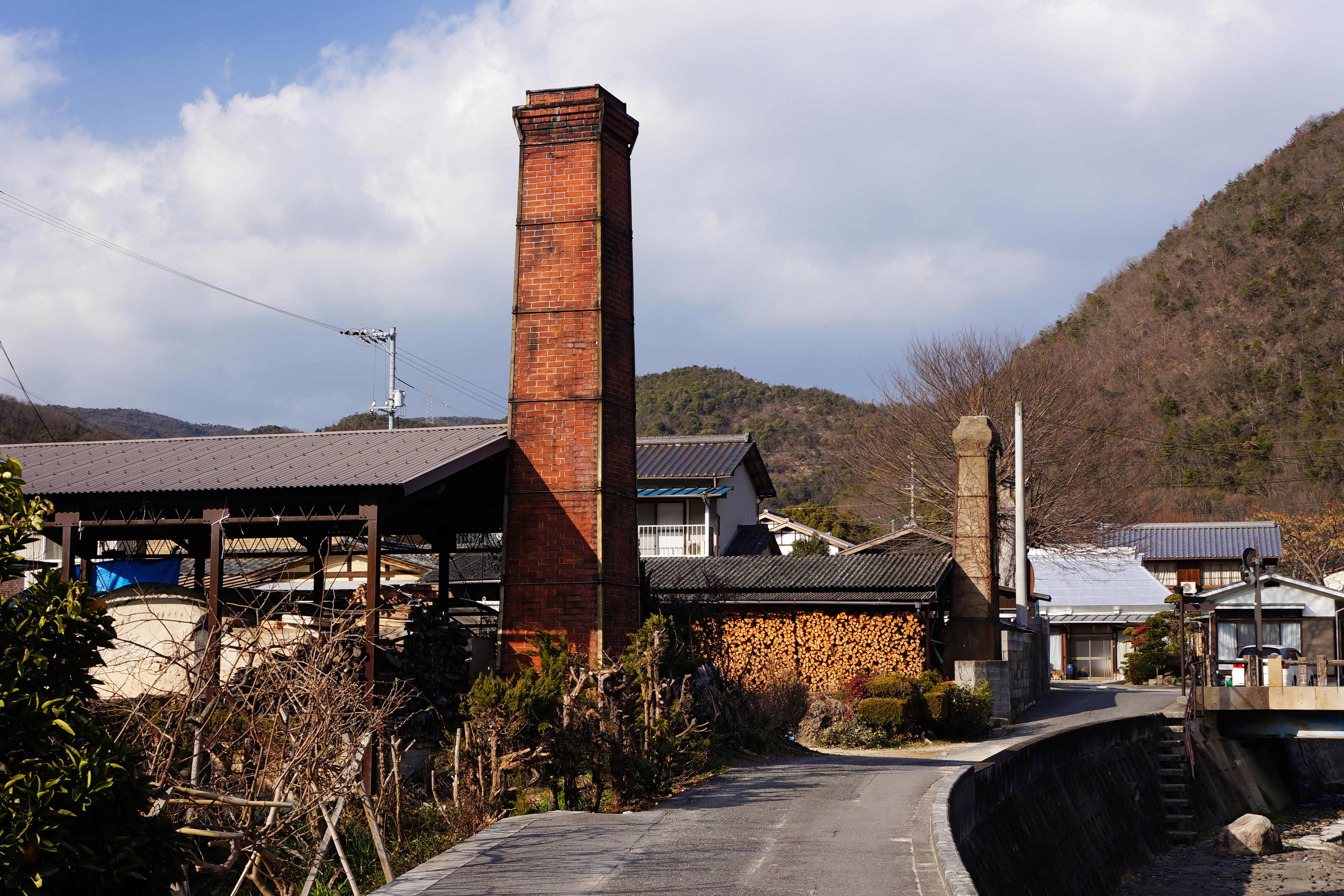
不老川沿いの町並み

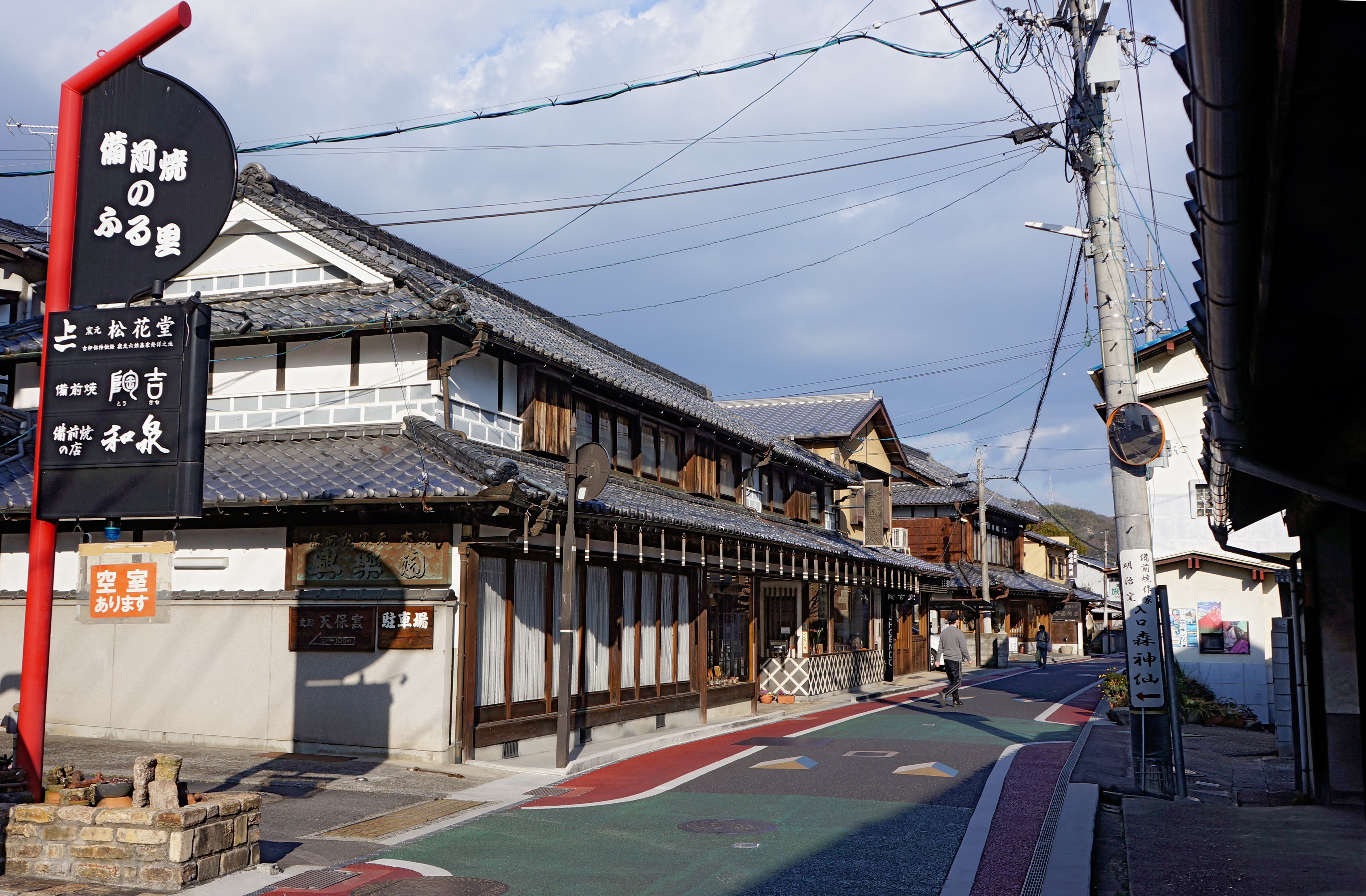
備前焼の窯元・商店が並ぶ通り

- 1889年（明治22年）6月1日 - 町村制施行により、伊部村、浦伊部村、久々井村の範囲をもって和気郡伊部村発足。
- 1912年（明治45年）4月1日 - 町制施行、伊部町発足。
- 1951年（昭和26年）4月1日 - 片上町と合併し、備前町が発足したため消滅。

## 地域

### 人口

#### 人口推移
| \| 1920年（大正9年） \| 3,089人 \| \| \| 1925年（大正14年） \| 3,061人 \| \| \| 1930年（昭和5年） \| 3,520人 \| \| \| 1935年（昭和10年） \| 4,154人 \| \| \| 1940年（昭和15年） \| 5,443人 \| \| \| 1947年（昭和22年） \| 5,382人 \| \| \| 1950年（昭和25年） \| 5,526人 \| \| |         |  |
| 総務省統計局 / 国勢調査（1970年） |         |  |
| 1920年（大正9年） | 3,089人 |  |
| 1925年（大正14年） | 3,061人 |  |
| 1930年（昭和5年） | 3,520人 |  |
| 1935年（昭和10年） | 4,154人 |  |
| 1940年（昭和15年） | 5,443人 |  |
| 1947年（昭和22年） | 5,382人 |  |
| 1950年（昭和25年） | 5,526人 |  |

### 教育
- 伊部町立伊部中学校（現在は備前市伊部の備前中学校に統合）
- 伊部町立伊部小学校（現在は備前市立となっている）

## 交通

### 鉄道

#### 伊部町廃止後に出来た鉄道
西日本旅客鉄道（JR西日本）
- 山陽新幹線（停車駅なし）
- 赤穂線：伊部駅

### 道路
高速道路
旧町域に高速道路は通っていない
国道
- 国道2号
- 国道250号
- 国道374号

県道
- 岡山県道39号備前牛窓線
- 岡山県道425号磯上備前線